# Shadwell állomás
A Shadwell a DLR és az Overground egyik állomása a 2-es zónában, az East London line érinti.

## Története
A felszíni állomást 1987. augusztus 31-én adták át a DLR részeként.
A földalatti állomás már korábban is létezett, ám 2007-ben bezárták. 2010. április 27-én újranyitották az Overground megállójaként.

## Forgalom
| Járat | Útvonal | Gyakoriság      |
| ----- | --- | --------------- |
|       | Bank – Shadwell – Limehouse – Westferry – Poplar – Blackwall – East India – Canning Town – West Silvertown – Pontoon Dock – London City Airport – King George V – Woolwich Arsenal                                                                            | 8-10 percenként |
|       | Bank – Shadwell – Limehouse – Westferry – West India Quay – Canary Wharf – Heron Quays – South Quay – Crossharbour – Mudchute – Island Gardens – Cutty Shark for Maritime Greenwich – Greenwich – Depford Bridge – Elverson Road – Lewisham                   | 4-5 percenként  |
|       | Tower Gateway – Shadwell – Limehouse – Westferry – Poplar – Blackwall – East India – Canning Town – Royal Victoria – Custom House for ExCel – Prince Regent – Royal Albert – Beckton Park – Cyprus – Gallions Reach – Beckton                                 | 8-10 percenként |
|       | Highbury & Islington – Canonbury – Dalston Junction – Haggerston – Hoxton – Shoreditch High Street – Whitechapel – Shadwell – Wapping – Rotherhithe – Canada Water – Surrey Quays (– tovább New Cross, Crystal Palace, West Croydon és Clapham Junction felé) | 3-5 percenként  |

## Átszállási kapcsolatok
| Állomás  | Átszállási kapcsolatok          |
| -------- | ------------------------------- |
| Shadwell | Helyi buszok (Shadwell Station) |

## Fordítás
- Ez a szócikk részben vagy egészben  a   Shadwell DLR station című angol Wikipédia-szócikk fordításán alapul.  Az eredeti cikk szerkesztőit annak laptörténete sorolja fel. Ez a jelzés csupán a megfogalmazás eredetét és a szerzői jogokat jelzi, nem szolgál a cikkben szereplő információk forrásmegjelöléseként.
- Ez a szócikk részben vagy egészben  a   Shadwell railway station című angol Wikipédia-szócikk fordításán alapul.  Az eredeti cikk szerkesztőit annak laptörténete sorolja fel. Ez a jelzés csupán a megfogalmazás eredetét és a szerzői jogokat jelzi, nem szolgál a cikkben szereplő információk forrásmegjelöléseként.